# Alvin Goldman
Pour les articles homonymes, voir Goldman.
Alvin Ira Goldman (1938-2024) est un philosophe américain. Il a enseigné la philosophie à l'université Rutgers du New Jersey, à l'université du Michigan et à l'université de l'Arizona. Il a obtenu son Ph.D. à l'université de Princeton et a été marié à Holly Smith, qui est une philosophe de l'éthique qui enseigne également à l'université Rutgers.
Goldman a accompli un travail important à propos de nombreux sujets philosophiques, mais ses principaux domaines de recherche sont l'épistémologie, la philosophie de l'esprit et les sciences cognitives.

## Théorie de l'action
L'un des premiers livres de Goldman, Une théorie de l'action humaine (une version révisée de sa thèse), présente une manière systématique de classifier et de mettre en relation les nombreuses actions que nous pratiquons n'importe quand. Son influence fut grande, et peut être trouvée dans, parmi d'autres publications, le livre la Théorie de la justice de John Rawls. Les premiers travaux de Goldman sur la théorie de l'action ont donné rapidement du grain à moudre dans d'autres branches de la philosophie, en particulier l'épistémologie.

## Épistémologie
Goldman est surtout connu pour une série d'apports à propos de la connaissance et de la croyance justifiée. Le premier apparut dans son article A Causal Theory of Knowing dans lequel la connaissance conduit à la connaissance vraie causée de manière appropriée par le fait qui la rend vraie. Peu après, il remplaça cette vue en disant que la connaissance conduit à la croyance vraie, produite par un processus fiable. De nombreux problèmes furent engendrés par cette nouvelle thèse ainsi que d'autres que Goldman publia ensuite. Néanmoins, ces thèses sont sûrement les plus influentes théories de la connaissance et de la croyance justifiée produites dans la dernière moitié du siècle. Elles offrent une nouvelle approche de leurs sujets - une approche qui fait appel à des notions réalistes comme la causalité, la fiabilité, en opposition à des notions normatives comme la permissibilité et l'obligation. L'usage de notions réaliste à la place de notions normatives était très représentatif du travail de Goldman quand il l'écrivit, mais finit par se répandre parmi les épistémologues analytiques. Cette tendance est due de manière importante aux écrits de Goldman.

### En anglais
- Action (1965)
- "A Causal Theory of Knowing" in The Journal of Philosophy v. 64 (1967), p. 357-372.
- A Theory of Human Action (1970)
- "Epistemics: The Regulative Theory of Cognition, " The Journal of Philosophy 75 (1978) p. 509-523.
- "What is Justified Belief?" in Justification and Knowledge (1979), p. 1-23.
- Epistemology and Cognition (1986)
- Liaisons: Philosophy Meets the Cognitive and Social Sciences (1991)
- Philosophical Applications of Cognitive Science (1993)
- Readings in Philosophy and Cognitive Science (editor), (1993)
- Knowledge in a Social World (1999)
- Pathways to Knowledge: Private and Public (2004)
- Simulating Minds (2006)

### En français
- La Philosophie cognitive, avec Jean-Pierre Dupuy, Pascal Engel, Alvin Goldman, Pierre Jacob, Marc Jeannerod, Gloria Origgi, Élisabeth Pacherie, Jérome Pelletier, Joëlle Proust, Jean-Michel Roy, Stephen Stich.
- Philosophie de la connaissance : Croyance, connaissance, justification. Réunion de textes par Pascal Engel et Julien Dutant.